# Magomed Ibragimov (volnostylař, 1974)
Magomed Ibragimov (rusky Магомед Ибрагимов), (ázerbájdžánsky Məhəmməd İbrahimov) nebo (makedonsky Могамед Ибрагимов (Mogamed Ibragimov)), (* 22. července 1974 v Uradě, Sovětský svaz) je bývalý ruský zápasník volnostylař dagestáské (avarské) národnosti, olympijský medailista z roku 2000. V letech 1994 až 1997 reprezentoval Ázerbájdžán. Od roku 1998 až do konce sportovní kariéry reprezentoval Severní Makedonii.

## Sportovní kariéra
S volným stylem začal ve 14 letech. Připravoval se v Machačkale pod vedením Magomeda Dibirova a později Siradžutdina Eldarova. V roce 1993 mu trenéři zařídili přestup do Ázerbájdžánu a od roku 1994 tuto zakavkazskou zemi reprezentoval. V roce 1996 startoval jako úřadující miístr Evropy na olympijských hrách v Atlantě. Hned v prvním kole však zaváhal s krajanem Elmahdi Džabrajilovem. V opravách nakonec vybojoval 5. místo. V roce 1997 dostal nabídku startovat za Makedonii, která hledala osobnost po odchodu Šabana Trsteny. Papíry mu zařizoval vlivný makedonský politik, podnikatel a sportovní funkcionář Vančo Čifliganec. V Skopje se připravoval ve známém zápasnickém klubu BK Bučim Jaka, ale více času trávil doma v Dagestánu. Od roku 1999 uváděl jako svého trenéra Ševaliera Nusujeva, člověka s dlouhými prsty popraveného v Moskvě v roce 2005. V roce 2000 startoval na olympijských hrách v Sydney. Ze základní skupiny postoupil se štěstím do vyřazovacích bojů. V semifinále nestačil na Adama Sajtijeva z Ruska, v boji o třetí místo porazil Íránce Amír'rezu Chádema a získal bronzovou olympijskou medaili. Byla to první a až do roku 2020 jediná olympijská medaile pro Makedonii v éře její samostatnosti. V roce 2004 startoval na olympijských hrách v Athénách po operaci ramene a nepostoupil ze základní skupiny. Následně ukončil sportovní kariéru. Věnuje se trenérské práci.

## Výsledky
| Turnaj             | Ázerbájdžán  | Ázerbájdžán  | Ázerbájdžán  | Ázerbájdžán  | Severní Makedonie | Severní Makedonie | Severní Makedonie | Severní Makedonie | Severní Makedonie | Severní Makedonie | Severní Makedonie |
| Turnaj             | 1994         | 1995         | 1996         | 1997         | 1998              | 1999              | 2000              | 2001              | 2002              | 2003              | 2004              |
| Turnaj             | 20           | 21           | 22           | 23           | 24                | 25                | 26                | 27                | 28                | 29                | 30                |
| Turnaj             | střední váha | střední váha | střední váha | střední váha | střední váha      | střední váha      | střední váha      | střední váha      | střední váha      | střední váha      | střední váha      |
| ------------------ | ------------ | ------------ | ------------ | ------------ | ----------------- | ----------------- | ----------------- | ----------------- | ----------------- | ----------------- | ----------------- |
| Olympijské hry     |              |              | 5.           |              |                   |                   | 3.                |                   |                   |                   | 19.               |
| Mistrovství světa  | 11.          | 5.           |              | 6.           | 2.                | 11.               |                   | —                 | 23.               | 12.               |                   |
| Mistrovství Evropy | —            | 1.           | 1.           | —            | —                 | 1.                | —                 | —                 | 4.                | —                 | —                 |